# Bombus vestalis
Espèce
Synonymes
- Apathus aestivalis[2]
- Apis vestalis Geoffroy, 1785[2]
- Bremus aestivalis Panzer, 1805[2]
- Psithyrus vestalis obenbergeri May, 1944[2]
- Psithyrus vestalis (Geoffroy in Fourcroy, 1785)[2]

Bombus vestalis, communément appelé Psithyre vestale, est une espèce d'insectes hyménoptères de la famille des Apidae. C'est un parasite de couvée qui pond dans les nids d'autres espèces de bourdons, en particulier Bombus terrestris.